# Charles Calemard de Lafayette
Pour les articles homonymes, voir famille Calemard de Lafayette et Lafayette.
Gabriel Charles Calemard de Lafayette, né au Puy-en-Velay le 9 avril 1815, mort dans cette même ville le 6 avril 1901 (fils de Pierre Calemard de Lafayette, docteur en médecine, député de la Haute-Loire et président du Conseil général du même département, maire du Puy-en-Velay, et de Marie Françoise Elisabeth Peyronnel), est un auteur et poète français, surnommé le Poète des Champs en référence à son livre le plus connu Le Poème des Champs.
Il fut avocat, littérateur, agronome, conseiller général et député de la Haute-Loire, chevalier de la Légion d'Honneur en 1867, chevalier de Saint-Grégoire-le-Grand, lauréat de l'Institut, président de la Société d'Agriculture.

## Une jeunesse parisienne
Il étudie le droit à Paris. Devenu Secrétaire de la Société des Beaux-Arts, laquelle lui confie en 1839 le compte-rendu du Salon qu’il fait paraître dans L’Artiste et dans la Revue des Beaux-Arts, C. C. L. collabore également à La France littéraire et à la Chronique de Paris. Il se lie d’amitié avec Arsène Houssaye (« La Fayette, c’est ma conscience. »), auquel il succède comme directeur du journal L’Artiste, et fréquente les cercles littéraires parisiens, collaborant aux revues à la mode entre 1840 et 1848, se liant avec toute l’élite littéraire de son temps : Théophile Gauthier, Musset, Lamartine, Victor Hugo et Gérard de Nerval. Il rencontre les frères Goncourt, lesquels le citent dans leur Journal.

## Un avocat
Stagiaire au barreau du Puy en 1840, puis avocat, il plaide aux assises mais les succès oratoires des procès criminels l’ont vite lassé, sa fortune lui permettant de dédaigner les causes mesquines des tribunaux civils ou correctionnels.

## Un gentleman farmer
Puis, en 1848, il revient en Haute-Loire, dans la terre de ses pères, héritant du domaine familial de Sénilhac, commune de Ceyssac, où il se lance dans toutes sortes d’expériences agronomiques dont il rend compte dans de multiples publications. Il habite aussi au Puy-en-Velay, face à la maison natale de Jules Vallès dont la mère était domestique chez les Calemard de Lafayette. C. C. L. présentera Jules Vallès à tous ses amis écrivains. Président de la Société d'Agriculture de la Haute-Loire de 1856 à 1864, membre de l’Institut des Provinces, il est à l’origine de la création d’un ministère spécial de l’Agriculture.

## Une carrière politique
« Mais en même temps (1848), il entama une carrière politique. C’était de tradition dans sa famille : son oncle, puis son père avaient été députés de la Haute-Loire. Ils étaient d’un royalisme prononcé ; Charles aussi, mais avec des intentions généreuses et populaires qui correspondaient, en 1848, à la fois à l’air du temps et à une tendance que le comte de Chambord, prétendant au trône, encourageait parmi ses fidèles. C. C. L., mollement rallié à l’Empire, sera Conseiller Général du Puy de 1864 à 1870 puis député royaliste de 1871 à 1875. Après quoi il échouera dans toutes ses candidatures sauf au Conseil Municipal du Puy où il fait un bref passage de 1888 à 1892. » (Auguste Rivet). 
Elu le 8 février 1871 à l’Assemblée nationale, il siège au centre droit, appuyant le duc de Broglie, et contribuant à la chute de Thiers dont il est un adversaire. C. C. L. est aussi conseiller général du canton de Paulhaguet.

## Un écrivain
"Calemard de Lafayette n’est pas un cultivateur en chambre, il connaît la campagne pour l’avoir cultivée, il a de vrais prés, de vraies vignes, de vraies fermes, de vrais bœufs. Choses rares pour un poète, il sait distinguer le blé de l’orge et le trèfle du sainfoin." (Théophile Gauthier)
"Notre vie champêtre ne faillit-elle pas, dans cette France rurale triomphante, avoir son Virgile: Charles Calemard de Lafayette? Un étrange personnage que ce Calemard qui publia, à dix ans, une traduction de "L'enfer" de Dante avant de composer sur sa terre de Sénilhac le "Poème des champs", quelques milliers de vers où il célèbre, parmi d'autres, la gloire des Vilmorin." (Jean Bothorel)
En 1861, son Poème des Champs est couronné par l’Académie française (prix Montyon). Il est reçu Lauréat de l'Institut et, en avril 1862, le Journal des débats rend compte du long et très aimable article que Sainte-Beuve consacre à son Poème des Champs dans ses Nouveaux lundis.
On lui doit discours, notices nécrologiques et biographies, dont notamment le Rapport sur le congrès des délégués des sociétés savantes de 1853, le discours du Congrès des délégués des sociétés savantes de 1869, publié dans l’Annuaire de l’Institut des provinces en 1870 et l’introduction des Tablettes historiques du Velay (Le Puy, 1871). Le 30 juin 1912, on inaugure au Puy, dans le jardin Henri-Vinay, un monument à la gloire de deux écrivains vellaves, Charles et Olivier Calemard de Lafayette, le grand-père et son petit-fils.

## Décorations
Chevalier de la Légion d'Honneur le 8 août 1867, chevalier de Saint-Grégoire-le-Grand.

## Famille
Issu d’une famille de robe vellave, maintenue noble par lettres-patentes du 12 avril 1828, il se marie le 2 mai 1844 à Paris, avec pour témoin Pierre-Antoine Berryer, à Henriette Césarine Antoinette Mélina Fiévée de Jeumont (1824-1908), fille de Fulgence Fiévée de Jeumont, docteur en médecine, et d'Antoine Anna Mélanie Salmade. Il eut pour enfant, entre autres, Marie Gabrielle Jeanne Calemard de Lafayette (1857-1939), marquise de Buyer-Mimeure. Il est surtout le grand-père d’Olivier Calemard de Lafayette (1877-1906), poète, mort dernier de son nom. Ils sont enterrés dans la chapelle familiale au cimetière du Nord du Puy-en-Velay.

## Œuvres
- La Divine comédie de Dante Alighieri, traduite en vers français (deux vol.). Paris, 1835-1837.
- Noël. Hippolyte Souverain (peut-être Imprimerie de Casimir, rue de la Vieille-Monnaie, n° 12, des presses de laquelle était sorti en 1835 Chatterton, le drame d’Alfred de Vigny), Paris, 1839 (roman sans nom d’auteur en deux volumes in-8°, très rare, cité par Georges Couton, pages 30 & s., page 61).
- Les Montagnes. Paris, 1839 (pièce de vers sans nom d’auteur, très rare, citée par Georges Couton, page 61).
- « Les Montagnes », Annales de la Société d'agriculture, sciences, arts et commerce du Puy,‎ 1837 (lire en ligne)
- Examen critique du Salon de 1843. Rapport rédigé au nom de la Société libre des beaux-arts, et lu à la séance publique du 14 mai 1843, par M. Charles Calemard de La Fayette. Impr. de Bourgogne et Martinet, 1843.
- A Messieurs les membres du Conseil général de la Haute-Loire. (Rapport sur la réduction de l’impôt du sel, présenté par Ch. Calemard de Lafayette, au nom de la Société d’agriculture, séance du 3 juillet 1846). Gaudelet. Le Puy, 1846.
- « Rapport sur le Musée du Puy, présenté à MM. les Membres du Conseil Municipal le 9 novembre 1846 par M. Charles Calemard de Lafayette », Annales de la Société d'agriculture, sciences, arts et commerce du Puy,‎ 1842 (lire en ligne)
- « Le Château de Siaugues-Saint-Romain, poésie, par M. Charles Calemard de Lafayette », Annales de la Société d'agriculture, sciences, arts et commerce du Puy,‎ 1842 (lire en ligne)
- « L'Inondation, pièce de vers, par M. Charles Calemard de Lafayette », Annales de la Société d'agriculture, sciences, arts et commerce du Puy,‎ 1847 (lire en ligne)
- Le Velay. Fleurs des montagnes. Marchessou. Le Puy, 1848. (pages 70-82)
- Enquête sur le travail agricole et industriel. Rapport fait au nom de la Commission d’enquête pour les deux cantons du Puy. Guilhaume. Le Puy, 1849.
- Annales de la Société du Puy. (nombreux articles)
- « Rapport sur la question chevaline dans la Haute-Loire », Annales de la Société d'agriculture, sciences, arts et commerce du Puy,‎ 1852 (lire en ligne)
- Dante, Michel-Ange, Machiavel, Paris, Eugène Didier, 1852 (lire en ligne)
- Jubilé de Notre-Dame du Puy, en 1853. Guilhaume. Le Puy, 1853.
- Les Veillées de ferme. Histoire du petit Pierrou. Marchessou. Le Puy, 1854.
- « Esquisse des montagnes : les paysages et le montagnard du Mezenc », Annales de la Société d'agriculture, sciences, arts et commerce du Puy,‎ 1854 (lire en ligne)
- L’Enfer de Dante, traduit en vers français. (1855)
- Paris chez soi. Revue historique, monumentale et pittoresque de Paris ancien et moderne, par l’élite de la littérature contemporaine. Le Louvre-Tuileries-Palais-Royal, Rue de Rivoli. Paris, 1855. (pages 369-375)
- Petit-Pierre ou le bon cultivateur. Hachette. Paris, 1859 et treize réimpressions de 1861 à 1898.
- La Statue de Notre-Dame de France, Le Puy-en-Velay, Marchessou, 1860, 1863 (lire en ligne)
- Le Poème des Champs, Paris, Hachette, 1861, 1862, 1864, 1873, 1883, 1944 (imprimerie régionale de toulouse, par les soins des services de presse et propagande de l’agriculture et du ravitaillement, avec un frontispice de l’auteur et une introduction de gaëtan sanvoisin) (lire en ligne)

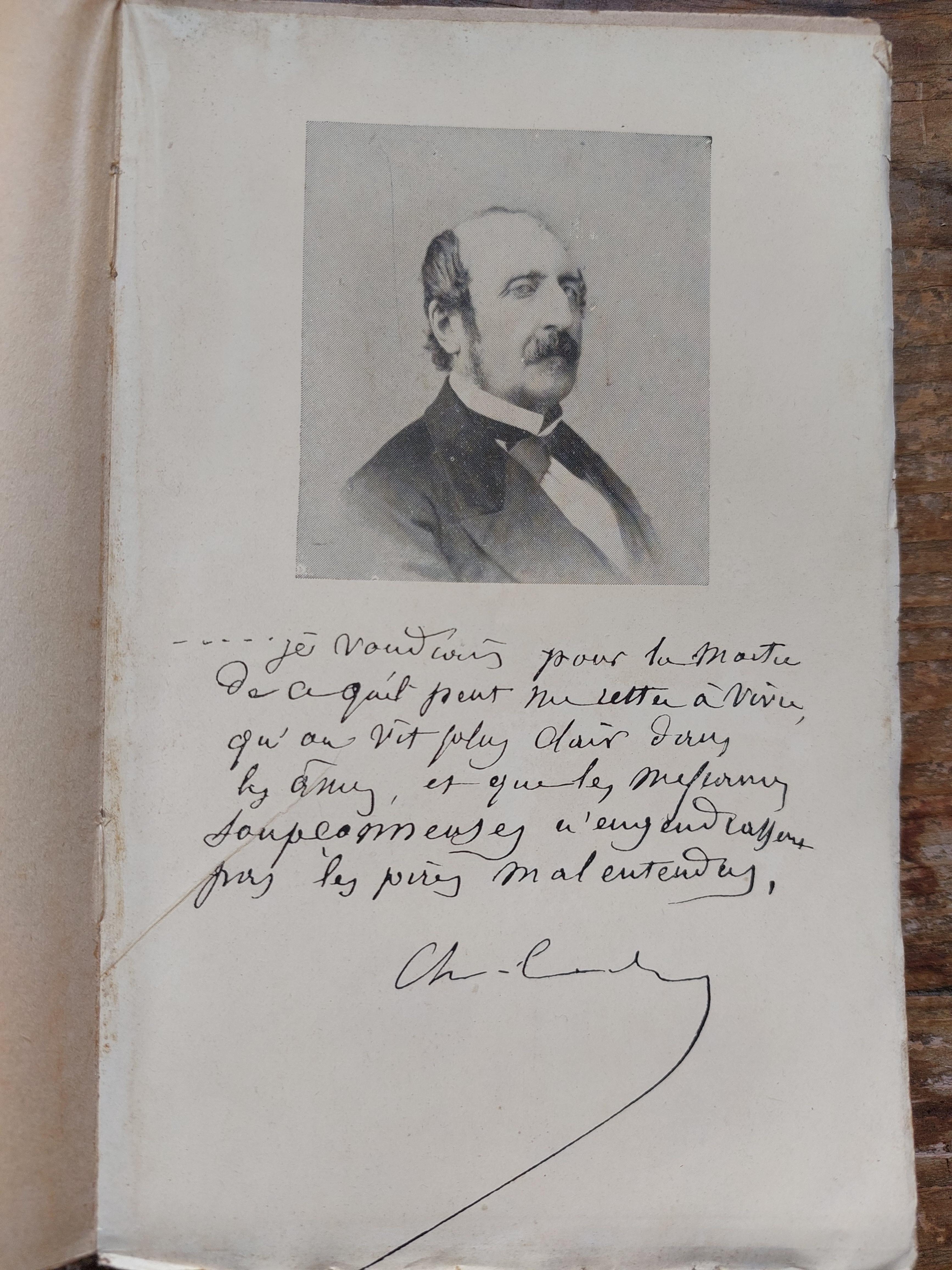
Le Poème des Champs, frontispice de l’édition de 1944

- « Petite monographie sur les cultures fourragères : par M. Ch. Calemard de la Fayette, président de la Société d'agriculture », Annales de la Société d'agriculture, sciences, arts et commerce du Puy,‎ 1862 (lire en ligne)
- Vie de Mgr J.-A.-V. de Morlhon, évêque du Puy, Le Puy-en-Velay, Marchessou, 1863 (lire en ligne)
- Notice nécrologique. M. Joseph Bertrand, ancien député de la Haute-Loire. Marchessou. Le Puy, 1864.
- Concours régional de Mende. La Prime d’honneur de la Lozère en 1866. Marchessou. Le Puy, 1866.
- Peau de bique ou la Prime d’honneur. Hachette. Paris, 1866, 1874, 1881, 1885.
- Jean, fleur des bœufs.
- Attila, tragédie. Marchessou. Le Puy, 1867.
- L’Agriculture progressive à la portée de tout le monde. Hachette. Paris, 1867.
- Les Disettes. Hachette. Paris, 1868.
- Notre-Dame de Pradelles. Les Fêtes du couronnement. Marchessou. Le Puy, 1869.
- Chants d’un montagnard. 1869.
- Rapport sommaire (Abrogation du décret du 28 octobre 1870 et modifications aux récompenses nationales). Cerf. Versailles, s. d.
- Rapport sommaire (Tableau général des biens de l’Etat et aliénations en tout ou en partie, de ceux de ces biens qui ne sont pas susceptibles d’être affectés à un service public). Cerf. Versailles, s. d.
- Proposition relative à la formation d’une commission spéciale chargée d’étudier l’aménagement des eaux en France et les moyens préventifs proposés contre les inondations… (27 juillet 1875). Cerf. Versailles, s.d.
- Vie de M. Augustin Péala : prêtre de Saint-Sulpice, supérieur du séminaire et vicaire général du diocèse du Puy, Freydier, Marchessou, 1875 (lire en ligne)
- M. Pierre Péala, archiprêtre honoraire de la cathédrale, doyen du chapitre de Notre-Dame du Puy. Notice nécrologique, par M. Ch. Calemard de Lafayette. Freydier. Le Puy, 1875.
- La Mort du cœur (deux vol.).
- L’Adieu. Hachette. Paris, 1885
- Sœurette. Prades-Freydier. Le Puy, 1890.

## Portraits
- L’Assemblée nationale. Musée des souverains. Paris, 1873. 4 vol. in 4°. Portrait charge (deux différents).
- BERNIER (F.), Buste en terre cuite, daté 1870.
- BESQUENT, Médaillons du grand-père et du petit-fils tirés du monument du jardin Henri-Vinay au Puy-en-Velay.
- GIRAUD (E.), Portrait dessiné, conservé au Musée Crozatier au Puy-en-Velay, n° 477. Héliogravure.
- Musée de l’Assemblée Nationale, contenant tous les portraits de la France et des colonies. Paris 1874, in 4°, 30 planches. Portrait gravé.
- VARNIER (Jules), Grand portrait à l'huile sur toile, signé et daté 1840, présenté au Salon.